# Träskholm (vid Pentala, Esbo)
Träskholm är en ö i Finland. Den ligger i Finska viken och i kommunen Esbo i landskapet Nyland, i den södra delen av landet. Ön ligger omkring 18 kilometer sydväst om Helsingfors.
Öns area är 1,4 hektar och dess största längd är 230 meter i sydväst-nordöstlig riktning.